# Astragalus bucharicus
Astragalus bucharicus es una especie de planta del género Astragalus, de la familia de las leguminosas, orden Fabales.
Fue descrita científicamente por E. Regel & Trudy Imp. S.-Petersburgsk. Bot. Sada.